# Panagar
Panagar é uma cidade e um município no distrito de Jabalpur, no estado indiano de Madhya Pradesh.

## Geografia
Panagar está localizada a 23° 18′ N, 79° 59′ L. Tem uma altitude média de 377 metros (1 236 pés).

## Demografia
Segundo o censo de 2001, Panagar tinha uma população de 25 143 habitantes. Os indivíduos do sexo masculino constituem 52% da população e os do sexo feminino 48%. Panagar tem uma taxa de literacia de 68%, superior à média nacional de 59,5%: a literacia no sexo masculino é de 75% e no sexo feminino é de 60%. Em Panagar, 14% da população está abaixo dos 6 anos de idade.